# Tužina
Tužina (em húngaro: Kovácspalota) é um município da Eslováquia, situado no distrito de Prievidza, na região de Trenčín. Tem 48,19 km² de área e sua população em 2018 foi estimada em 1.176 habitantes.

## Demografia
| Ano:        | 1994 | 2004   | 2014   | 2024   |
| ----------- | ---- | ------ | ------ | ------ |
| Broj ljudi: | 1194 | 1219   | 1197   | 1214   |
| Razlika:    |      | +2,09% | -1,80% | +1,42% |

| Ano:               | 2023 | 2024   |
| ------------------ | ---- | ------ |
| Número de pessoas: | 1196 | 1214   |
| Diferença:         |      | +1,50% |